# Новониколаевский сельский совет (Токмакский район)
Новониколаевский сельский совет (укр. Новомиколаївська сільська рада) — входит в состав
Токмакского района
Запорожской области
Украины.
Административный центр сельского совета находится в 
с. Новониколаевка.

## Населённые пункты совета
- с. Новониколаевка
- с. Весёлое
- с. Запорожье
- с. Курошаны
- с. Мостовое
- с. Украинка